# Taylor Perry
Taylor Perry (23 de julho de 2000) é uma jogadora de rugby sevens canadense.

## Carreira
Perry foi nomeada para a seleção do Canadá para a Copa do Mundo de Rúgbi de 2021, adiada para a Nova Zelândia. Ela foi descartada da Copa do Mundo após sofrer uma grave lesão no joelho durante o treinamento em preparação para a partida de abertura contra o Japão.
Perry assinou com o clube inglês Exeter Chiefs Women em 2024, depois de jogar 14 partidas da liga pelo clube em uma passagem em 2020.
Ela foi escolhida para as Olimpíadas de Verão de 2024 em Paris, França. A equipe ganhou uma medalha de prata, vindo de 0-12 atrás para derrotar a Austrália por 21-12 nas semifinais, antes de perder a final para a Nova Zelândia.